# Булдигін Валерій Володимирович
Вале́рій Володи́мирович Булди́гін (5 листопада 1946, Тбілісі — 17 квітня 2012, Київ) — український математик, професор, доктор фізико-математичних наук, з 1986 року — завідувач кафедри математичного аналізу та теорії ймовірностей Національного технічного університету України «Київський політехнічний інститут». Заслужений діяч науки і техніки України (2009).

## Життєпис
Народився 5 листопада 1946 року в м. Тбілісі (Грузія) в сім'ї військовослужбовця. Невдовзі доля привела батька, а разом з ним і родину до Києва.
У 1965 р. Валерій Володимирович з відзнакою закінчив Київський технікум радіоелектроніки. Потім навчався на першому курсі вечірнього відділення механіко-математичного факультету Київського державного університету ім. Т. Шевченка і одночасно працював техніком, старшим лаборантом з обслуговування та експлуатації ЕОМ СЕСМ-2. У 1966 р. після закінчення І курсу він був переведений на стаціонарне відділення університету, яке з відзнакою закінчив у 1970 р.
У 1970—1972 рр. навчався в аспірантурі при кафедрі теорії ймовірностей та математичної статистики КДУ; в 1973 р. захистив дисертацію кандидата фізико-математичних наук «О случайных рядах в банаховых пространствах».
У 1972—1974 рр. Валерій Володимирович працював асистентом на кафедрі теоретичної кібернетики КДУ.
У 1974—1986 рр. працював старшим та провідним науковим співробітником в Інституті математики АН України. У жовтні 1982 р. в Інституті математики захистив дисертацію доктора фізико-математичних наук «Сходимость случайных элементов в бесконечномерных топологических пространствах и представления случайных процессов и полей», затверджену ВАК СРСР у 1983 р. У цей же час працював за сумісництвом на кафедрах теорії ймовірностей та загальної математики КДУ.
У 1986 році Валерій Володимирович очолив кафедру математичного аналізу та теорії ймовірностей Національного технічного університету України «КПІ», на якій працював до останнього дня свого життя. У 1988 р. йому присвоєно вчене звання професора.

Могила Валерія Булдигіна, Байкове кладовище

Був одружений з дочкою письменника Олександра Підсухи. Раптово помер у 65-річному віці 17 квітня 2012 року. Похований на Байковому кладовищі разом з родиною дружини.

## Наукова діяльність
Наукові інтереси Валерія Володимировича у 1970-ті—1980-ті роки були сконцентровані на питаннях збіжності випадкових елементів у лінійних просторах. Добре відомими є його результати для сум незалежних випадкових елементів, які приймають значення у банахових просторах (узагальнення нерівності Леві, принцип порівняння для рядів незалежних елементів, принцип стискання для гауссових випадкових елементів). Ці результати стали основою його монографій «Сходимость случайных элементов в топологических пространствах» (1980 рік) та «Неравенство Брунна–Минковского и его приложения» (1985 рік, спільно з О. Б. Харазішвілі; англійський переклад видано в 1980 році). Наприкінці 70-х років він почав вивчати субгауссові випадкові величини. Ці результати увійшли у спільну з Ю. В. Козаченком монографію «Метрические характеристики случайных величин и процессов» (видана російською мовою у 1998 році, англійський переклад з'явився через два роки). Іншими досягненнями цього періоду його творчості є дослідження імпульсних перехідних функцій у лінійних системах з випадковими шумами, корелограмних оцінок, а також узагальнення теорем Леві–Бакстера.
У ці роки В. В. Булдигін разом зі своїми учнями та колегами продовжив дослідження осциляційних властивостей гауссових послідовностей та граничних теорем для сум випадкових величин з операторними нормуваннями. Ці дослідження склали основу спільної з С. О. Солнцевим монографії «Функциональные методы в задачах суммирования случайных величин» (видана російською мовою у 1989 році, переклад на англійську мову видано у 1997 році).
Валерій Володимирович Булдигін підготував 13 кандидатів та 3-х докторів фізико-математичних наук.
Був членом редколегій журналів «Теорія ймовірностей та математична статистика», «Theory of Stochastic Processes», «У світі математики», Наукові вісті НТУУ «КПІ» та «Известия высших учебных заведений. Радиоэлектроника»; член спеціалізованої ради при Інституті математики, член Вченої ради НТУУ «КПІ»; член президії Київського математичного товариства; керував відомим науковим семінаром з теорії випадкових процесів.
За міжнародними науковими грантами В. В. Булдигін працював в університетах Німеччини та Іспанії, читав лекції в науковому центрі ім. С. Банаха (Варшава).
Виступав з доповідями (серед них з пленарними) на наукових конференціях та наукових семінарах в провідних університетах Росії, Вірменії, Грузії, Литви, Іспанії, Німеччини, Польщі, Швеції, Франції. Неодноразово був членом оргкомітетів та програмних комітетів українських та міжнародних наукових конференцій.
Маючи яскравий математичний талант, величезну ерудицію і неабиякі організаторські здібності, Валерій Володимирович віддав усе своє життя розвитку математичної науки і освіти, навчанню та вихованню молодих учених. У 1974—1986 рр. він бере активну участь у створенні та роботі «Київського університету юних математиків» при АН УРСР. Протягом 15 років, починаючи з 1989 р., очолював журі олімпіади з математики серед технічних вузів України; був постійним головою журі математичних олімпіад для студентів НТУУ «КПІ». Протягом 6 років був головою предметної комісії з математики на вступних іспитах у КПІ.
Валерій Володимирович є автором та співавтором близько 300 наукових та науково-методичних статей, 7 монографій, 3 з яких опубліковано англійською мовою закордонними видавництвами, та 7 навчальних посібників.
В останнє десятиліття Валерій Володимирович вивчав узагальнені процеси відновлення та відповідні класи функцій, які виникають у відповідних граничних теоремах. Один з таких класів складають функції з невиродженою групою регулярних точок, які узагальнюють правильно змінні функції Карамати. В. В. Булдигіну належать характеризаційні теореми та теореми про рівномірну збіжність для таких функцій. Його остання монографія «Псевдорегулярні функції та узагальнені процеси відновлення» (спільна з К.-Х. Індлекофером, О.I. Клесовим та Й. Г. Штайнебахом) вийшла невдовзі після його смерті.

## Відзнаки і вшанування пам'яті
Наукову та педагогічну діяльність Булдигіна В. В. неодноразово було відзначено на державному рівні: у 1971 р. — медаллю Міністерства вищої освіти СРСР «За лучшую научную студенческую работу», у 1983 р. — почесним знаком «Відмінник народної освіти УРСР», у 2003 р. — Державною премією України в галузі науки і техніки та почесним знаком «Відмінник освіти України», у 2008 р. — почесним знаком «Петро Могила» МОН України, у 2009 р. — почесним званням «Заслужений діяч науки і техніки України».
На знак визнання заслуг В. В. Булдигіна в Національному технічному університеті України «Київський політехнічний інститут» запроваджено премію його імені. Премія імені В. В. Булдигіна присуджується студентам університету за найвищі результати на математичній олімпіаді НТУУ «КПІ» (І етап Всеукраїнської студентської олімпіади з математики).

## Праці
- Вища математика: Теорія, приклади, задачі для розв'язування [Архівовано 17 травня 2017 у Wayback Machine.] [Електронний ресурс]: посібник для студентів фінансово-економічного профілю / НТУУ «КПІ» ; уклад. В. В. Булдигін, З. П. Ординська, Л. А. Репета. — Електронні текстові дані (1 файл: 10,3 Мбайт). — Київ, 2012. — Назва з екрана.
- В. В. Булдигін; І. В. Алєксєєва; В. О. Гайдей; О. О. Диховичний; Н. Р. Коновалова; Л. Б. Федорова (2011). Лінійна алгебра та аналітична геометрія Навч. посібник (PDF). Київ: ТВіМС.(укр.)
- Псевдорегулярні функції та узагальнені процеси відновлення / В. В. Булдигін та ін. — Київ: ТВіМС, 2012. — 441 с.
- Вища математика. Збірник індивідуальних завдань та зразки розв'язків для студентів фінансово — економічного профілю / В. В. Булдигін, З. П. Ординська, Л. А. Репета. — К.: НТУУ «КПІ», 2009. — 320с.
- Булдигін В. В. Конспект лекцій з «Вищої математики» / В. В. Булдигін, З. П. Ординська, Л. А. Репета. — К.: НТУУ «КПІ», 2008. — 200 с.
- Ряди. Теорія функцій комплексної змінної. Операційне числення [Архівовано 1 листопада 2017 у Wayback Machine.] [Електронний ресурс]: збірник завдань до типової розрахункової роботи для студентів 2-го курсу технічних факультетів / НТУУ «КПІ» ; уклад. С. В. Горленко, Л. Б. Федорова, В. О. Гайдей ; відп. ред. В. В. Булдигін — Електронні текстові дані (1 файл: 772,36 Кбайт). — Київ: Політехніка, 2003. — 36 с. — Назва з екрана.
- Студентські математичні олімпіади: збірник задач / В. В. Булдигін та ін. — Київ, 2002. — 175 с.
- Булдигін В. В. Теорія ймовірностей: конспект лекцій / В. В. Булдигін, Ю. П. Буценко, О. О. Диховичний. — Київ, 1999. — 97с.
- Збірник задач з аналітичної геометрії та векторної агебри / В. В. Булдигін та ін. — Київ: Вища школа, 1999. — 191с. (надано гриф «Міністерства освіти і науки України» 1/11-3542 від .05.1999 р.).
- Булдыгин В. В. Метрические характеристики случайных величин и процессов / В. В. Булдыгин, Ю. В. Козаченко. — Киев: ТВіМС, 1998. — 290с.
- Булдыгин В. В. Функциональные методы в задачах суммирования случайных величин / В. В. Булдыгин, С. А. Солнцев.- Киев: Наукова думка, 1989. — 187с.
- Булдыгин В. В. Неравенство Брунна-Минковского и его приложения / В. В. Булдыгин, А. Б. Харазишвили. — Киев: Наукова думка, 1985. — 196с.
- Булдыгин В. В. Сходимость случайных элементов в топологических пространствах. — Киев: Наукова думка, 1980. — 240с.
- Buldygin V.V. Geometric Aspects of Probability Theory and Mathematical Statistics / V.V. Buldygin, A.B. Kharazishvili. — Kluwer Academic Publishers, Dordrecht. — 2000. — 313 p.
- Buldygin V.V. Metric Characterization of Random Variables and Random Processes / V.V. Buldygin, Yu.V. Kozachenko. — American Mathematical Society, Providence, Rhode Island,. — 2000. — 269 р.
- Buldygin V.V. Asymptotic Behaviour of Linearly Transformed Sums of Random Variables /V.V. Buldygin, S.A. Solntsev. — Kluwer Academic Publishers, Dordrecht. — 1997. — 512 p.